# Фейдман Віталій Менделейович
Віталій Менделейович Фейдман (Сіднев) (рос. Вита́лий Ме́нделевич Фе́йдман (Сиднев); нар. 10 вересня 1948, Кишинів, МРСР — 13 січня 1993, Одеса, Україна) — радянський футболіст, захисник, згодом — український тренер. Майстер спорту СРСР (1974). Бронзовий призер чемпіонату СРСР (1974).

## Життєпис
Віталій Фейдман народився 10 вересня 1948 року в Кишиневі, де й розпочинав грати в футбол. Закінчив Одеський педагогічний інститут.
Він був серед тих футболістів, які складали кістяк «Чорноморця» під час його перебування в першій лізі на початку 1970-х років. Фейдман з'явився в «Чорноморці» в рік вильоту з вищої ліги — у 1970-му, перебравшись транзитом через одеських армійців з кишинівського «Авинтула». Дебютував в основному складі «моряків» 27 березня 1970 року в матчі з ворошиловградською «Зорею».
Найвдаліші сезони у своїй кар'єрі Фейдман провів вже у вищій лізі. У чемпіонаті 1974 року «Чорноморець» виграв бронзові медалі, а сам Фейдман увійшов до числа 33-х найкращих футболістів України (№ 2 серед центральних півзахисників). У тому ж році він забив останній м'яч за моряків — 21 квітня в ворота «Дніпра» і незабаром перекваліфікувався в захисника. Знову нападаючим став у нікопольському «Колосі», куди потрапив у 1980-му, транзитом через все тих же одеських армійців.
На початку 80-х Фейдман трохи пограв за аматорські колективи — «Дзержинець» (Овідіополь), якому допоміг виграти чемпіонат Одеської області, і «Суворовець» (Ізмаїл), а потім працював тренером в СДЮШОР «Чорноморець».
У 80-ті роки через «єврейське питання» Фейдман взяв прізвище Сідньов, під якою розпочав тренерську кар'єру. У 1989 році увійшов до тренерського штабу «Чорноморця», а з 1992-го очолював резервний склад команди.
Помер 13 січня 1993 року.
У 2001 році він був включений до числа найкращих футболістів Одеси XX століття.

## Досягнення
- Вища ліга чемпіонату СРСР
  -  Бронзовий призер (1): 1974

- У списках найкращих футболістів УРСР: 1974